# Apocalypse (roman)
Pour les articles homonymes, voir Apocalypse (homonymie).
Apocalypse est un roman policier d'Éric Giacometti et Jacques Ravenne, publié en 2009. C'est le sixième tome de la série des enquêtes du commissaire Antoine Marcas.

## Résumé
Deux intrigues s'entremêlent :
Juin 2009 : une jeune raveuse à Bombay est assassinée en raison de sa date de naissance, le 17 janvier, au centre de Bombay, jour où s'est produite une conjonction particulière de certaines étoiles, la conjonction d'Arcadie. Les constellations de Cassiopée, Orion et Andromède forment un triangle équilatéral parfait et cette disposition n'a duré qu'une heure en dix ans.
Antoine Marcas et son équipe prend en flagrant délit un receleur d'art en possession du dessin original des Bergers d'Arcadie de Nicolas Poussin. Le receleur met les enquêteurs sur la piste d'un plus grand réseau de trafic basé à Jérusalem.
Bethléem, An 2 : Hérode ordonne le massacre de tous les bébés de moins de deux ans sur la foi des calculs de son astronome. Ce dernier a calculé que le triangle s'est formé deux ans plus tôt, au-dessus de Bethléem.
An 33, un homme répondant au nom de Jésus se prétend le Fils de Dieu. Les prêtres qui veulent le dénoncer révèlent la « Vérité » à un de ses apôtres, Judas, pour qu'il le dénonce aux autorités romaines. Sur la croix, Jésus demande à Marie-Madeleine que rien ne demeure de Judas...

## Galerie
Quelques-uns des éléments du roman

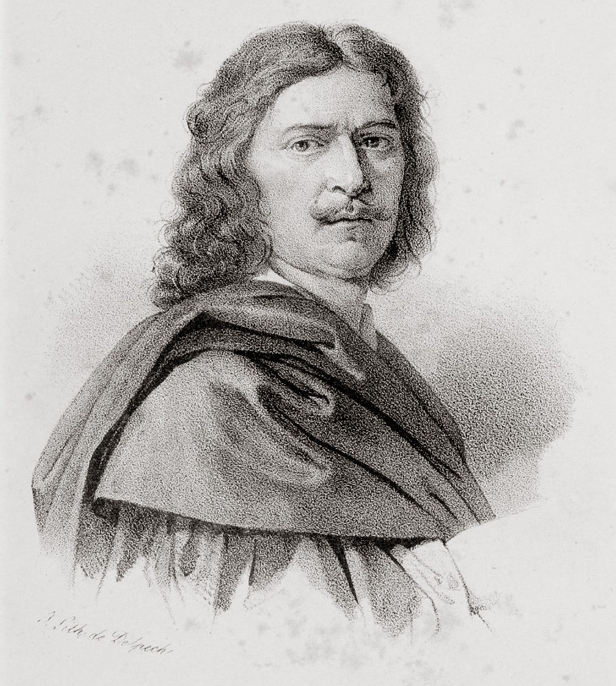
Nicolas Poussin
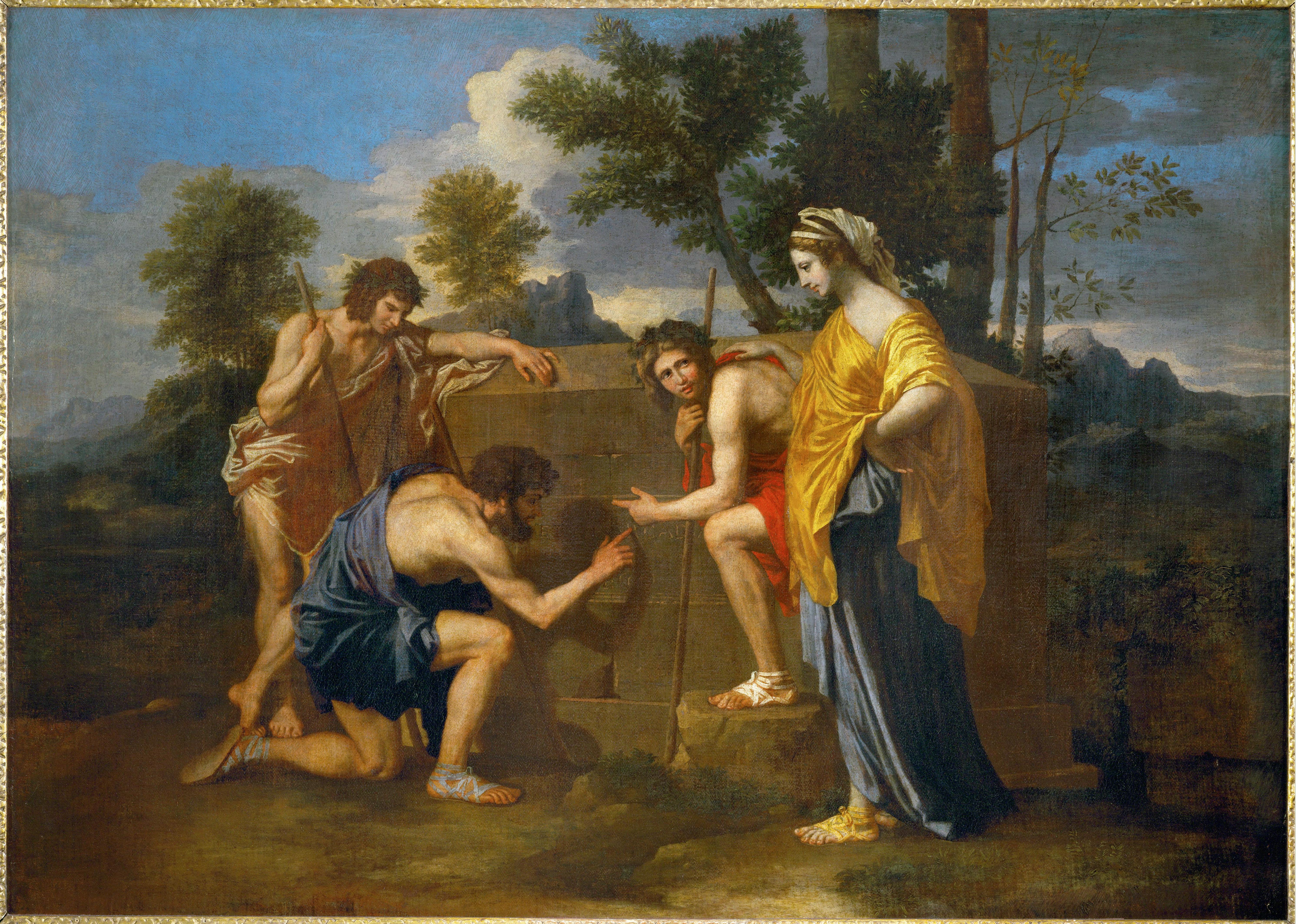
Les Bergers d'Arcadie (Et in Arcadia ego)
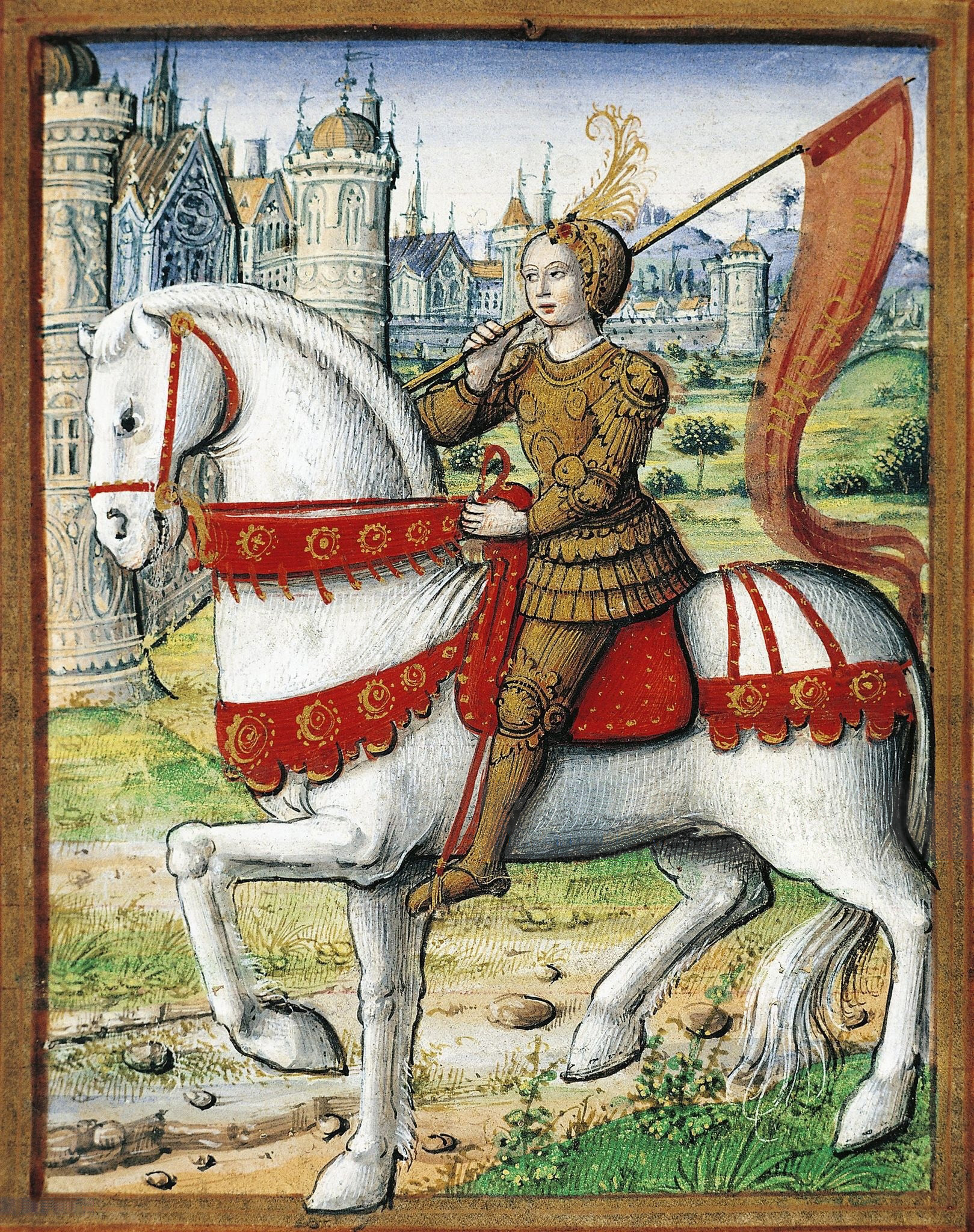
Jeanne d'Arc
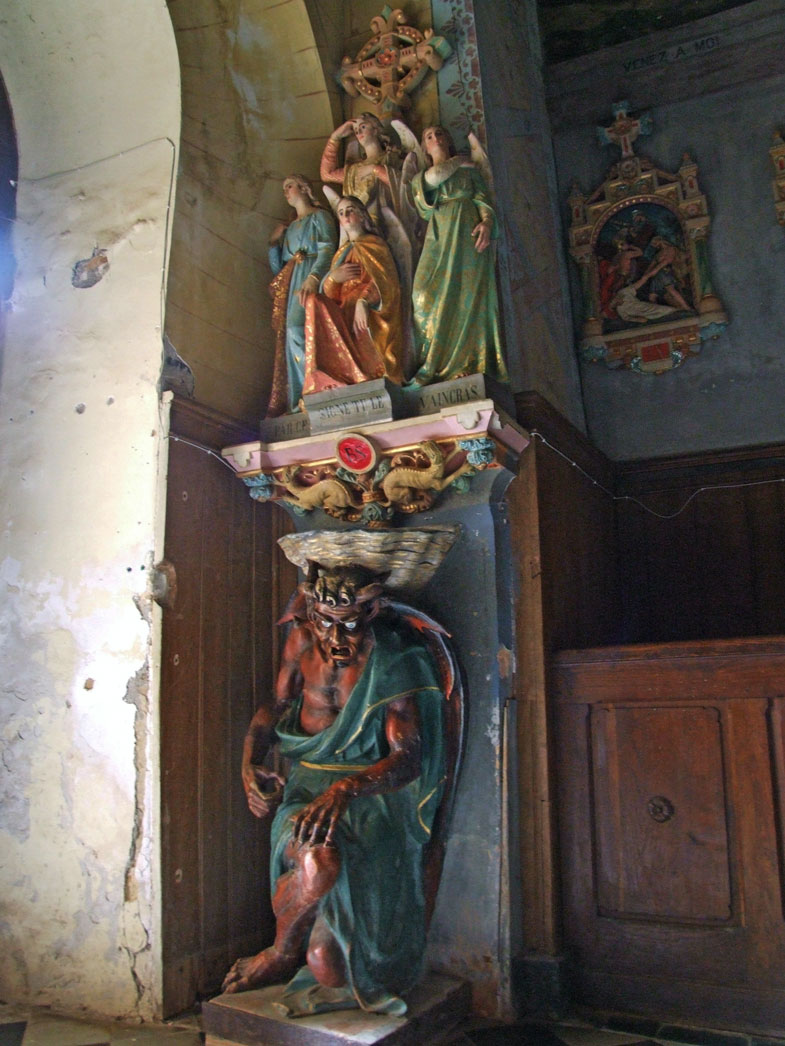
Le diable de l'église Sainte-Marie-Madeleine
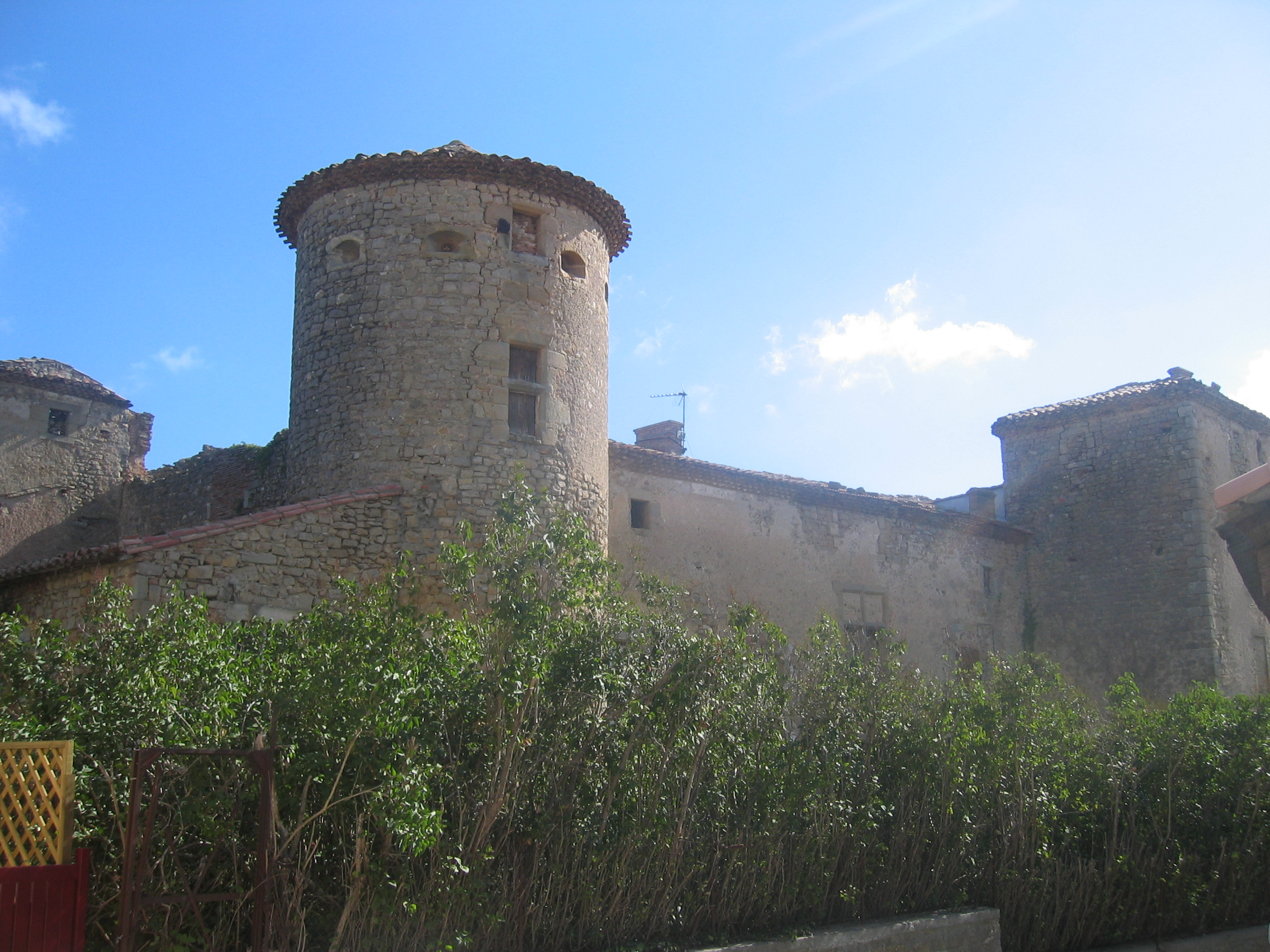
Rennes-le-Chateau
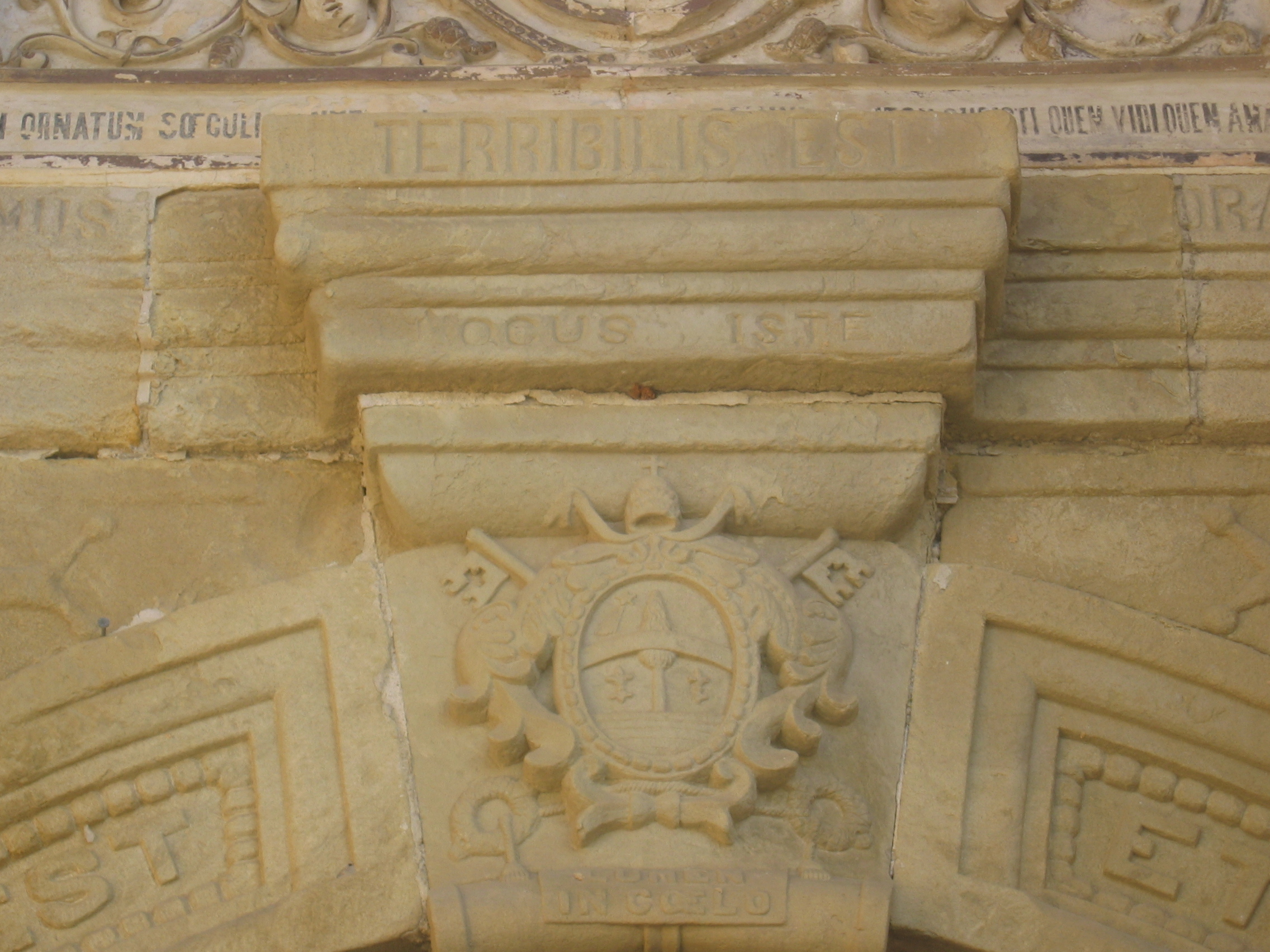
Légende à l'entrée de Rennes-le-Chateau
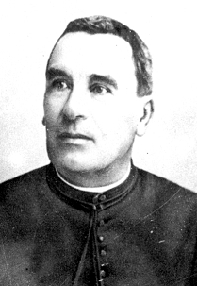
L'abbé Saunière

## Éditions
- Fleuve noir, 2009  (ISBN 2265087351)
- Pocket Thriller no 14132, 2010  (ISBN 2266196294)